# Filip Rilak
Filip Rilak (...) è un ex giocatore di football americano serbo, che ha giocato nel ruolo di tight end e defensive end.